# Samach
Samach (arab. سمخ) – nieistniejąca już arabska wieś, która była położona w Dystrykcie Tyberiady w Mandacie Palestyny. Wieś została wyludniona i zniszczona podczas wojny domowej w Mandacie Palestyny, po ataku żydowskiej organizacji paramilitarnej Hagana w dniu 28 kwietnia 1948.

## Położenie
Samach leżała w dolinie Kinaret, na południowym brzegu jeziora Tyberiadzkiego w Dolnej Galilei. Była położona w depresji Rowu Jordanu na wysokości 200 metrów p.p.m., w odległości 10 kilometrów na południowy wschód od miasta Tyberiady. Według danych z 1945 do wsi należały ziemie o powierzchni 18 611 ha. We wsi mieszkało wówczas 3 460 osób.
| własność gruntów | powierzchnia gruntów (hektary) |
| ---------------- | ------------------------------ |
| Arabowie         | 9 265                          |
| Żydzi            | 8 412                          |
| publiczne        | 934                            |
| Razem            | 18 611                         |

| Rodzaj użytkowanych gruntów | Arabowie (hektary) | Żydzi (hektary) |
| --------------------------- | ------------------ | --------------- |
| uprawy cytrusów             | 0                  | 264             |
| uprawy nawadniane           | 0                  | 243             |
| uprawy zbóż                 | 8 578              | 7 814           |
| nieużytki                   | 1 360              | 0               |
| zabudowane                  | 261                | 91              |

## Historia

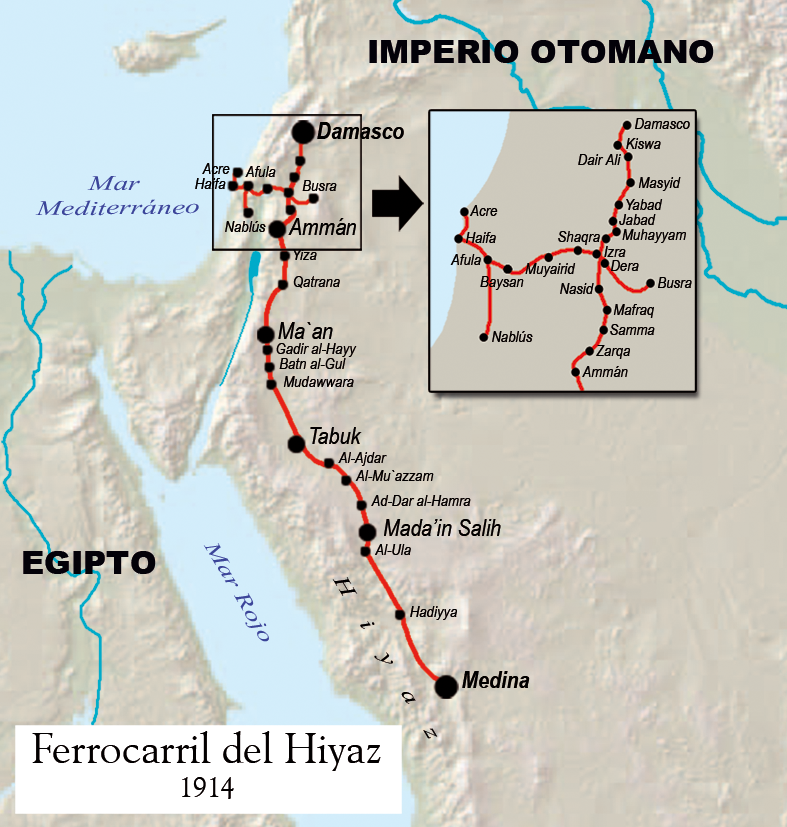
Mapa linii kolejowej Hejaz

Pierwotnie w miejscu tym istniała w II–III wieku wieś Tzemah (hebr. צֶמַח), w której zamieszkiwali Żydzi i Grecy. Współczesna wieś powstała na początku XIX wieku. Pewne ożywienie nastąpiło w 1905, kiedy to wybudowano tutaj odnogę linii kolejowej Hejaz, która łączyła Damaszek z Medyną. Odnoga przebiegająca przez Samach łączyła główną linię kolejową z miastem Hajfa. Powstanie stacji kolejowej w Samakh spowodowało ożywienie gospodarcze całej okolicy. Wieś bardzo szybko rozrosła się, stając się największą osadą doliny Kinaret. Tutejszy port był miejscem w którym rozpoczynały się rejsy wycieczkowe po jeziorze Tyberiadzkim.
Podczas I wojny światowej w rejonie tym zakończyła się bitwa pod Megiddo (19 września – 1 października 1918), podczas której zniszczeniu uległa armia turecka, a wojska Ententy otworzyły sobie drogę natarcia do Damaszku. Starcia te przeszły do historii jako najcięższe i najbardziej brutalne z tego okresu wojny w Palestynie.
W okresie panowania Brytyjczyków Samach była szybko rozwijającą się wsią. Znajdowało się tutaj przejście graniczne pomiędzy Mandatem Palestyny a Mandatem Syrii i Libanu. W 1932 powstał samorząd regionalny Samach. We wsi znajdowały się dwie szkoły: jedna dla chłopców i jedna dla dziewcząt. W latach 30. XX wieku na tym obszarze nasilił się konflikt żydowsko-arabski. Po Rewolcie arabskiej w latach 1936–1939 brytyjskie władze mandatowe wybudowały tutaj fort policji mandatowej. Fort Tegart powstał przy strategicznym skrzyżowaniu dróg przy arabskiej wiosce Samach.
Przyjęta 29 listopada 1947 Rezolucja Zgromadzenia Ogólnego ONZ nr 181 przyznała te tereny państwu żydowskiemu. Arabowie odmówili jednak uznania rezolucji i doprowadzili 30 listopada do wybuchu wojny domowej w Mandacie Palestyny. W trakcie jej trwania arabskie milicje atakowały żydowskie konwoje, paraliżując w znacznym stopniu komunikację w Galilei. Zmusiło to żydowską organizację paramilitarną Hagana do wzmocnienia swojej obecności w tym rejonie i chronienia konwojów jadących z zaopatrzeniem do żydowskich osiedli. W dniu 3 marca 1948 do wsi Samach wkroczyli żydowscy żołnierze, którzy zmusili większość arabskich mieszkańców do opuszczenia swoich domów i udania się w stronę Nazaretu. Następnie, 28 kwietnia wieś zajęły siły żydowskiej Brygady Golani. Pozostali mieszkańcy zostali wówczas zmuszeni do opuszczenia swojej wioski, w której Żydzi utworzyli pozycje obronne. Podczas wojny o niepodległość rejon opuszczonej wioski stał się polem bitwy o dolinę Kinnarot (15–21 maja 1948), podczas której Samakh dwukrotnie przechodziła z rąk do rąk. W trakcie walk wieś została prawie całkowicie zniszczona.

## Miejsce obecnie
W miejscu wioski powstała strefa przemysłowa Samach.
Palestyński historyk Walid Chalidi, tak opisał pozostałości wioski Saris: „Jedynymi pozostałościami po wiosce są ruiny dworca kolejowego i zbiornik na wodę. Osadnicy z Deganja Alef wybudowali na terenach wsi park publiczny dla turystów, stację benzynową i fabrykę. Okoliczne tereny są polami uprawnymi”.